# 刹那 (数)
刹那（せつな）は漢字文化圏では数の単位としても用いられている。10-18(100京分の1)で、弾指の10分の1、六徳の10倍に当たる。
朱世傑『算学啓蒙』（値が異なる）や程大位『算法統宗』に見えるが、現実には使われない。
SI接頭語ではアト(atto)に当たるが、現在の中国では音訳の「阿(ā)」を使い、「刹那」は使わない。